# Foronda
Foronda är en ort i Spanien.   Den ligger i provinsen Araba / Álava och regionen Baskien, i den norra delen av landet, 290 km norr om huvudstaden Madrid. Foronda ligger 524 meter över havet och antalet invånare är 754.
Terrängen runt Foronda är platt österut, men västerut är den kuperad. Runt Foronda är det tätbefolkat, med 683 invånare per kvadratkilometer. Närmaste större samhälle är Vitoria, 7,1 km sydost om Foronda. Trakten runt Foronda består till största delen av jordbruksmark.